# Devaramallur, Sidlaghatta
Devaramallur là một làng thuộc tehsil Sidlaghatta, huyện Kolar, bang Karnataka, Ấn Độ.